# МАС (футбольный клуб)
МАС Фес (MAS Fez, — Maghreb Association Sportive of Fez) — футбольный клуб из Марокко, базирующийся в городе Фес. Домашние матчи проводит на стадионе «Спортивный комплекс Фес» (или «Комплекс Хассан 2») вмещающем 45 000 человек.

## Выигранные титулы
- Чемпион Марокко (4):
  - 1964/65, 1978/79, 1982/83, 1984/85
- Кубок Марокко (2)
  - 1980, 1988
- Ботола 2 (2)
  - 1997, 2006

## Участие в международных турнирах
- Лига чемпионов КАФ (1)
  - Четвертьфинал — 1984
- Кубок Конфедерации КАФ (2)
  - Победитель — 2011
  - Второй раунд — 2009
- Кубок обладателей кубков КАФ (2)
  - Второй раунд — 1990
  - Первый раунд — 2003